# Шигалинский сельсовет (Высокогорский район)
Шигалинский сельсовет (тат. Шигали авыл советы) — административно-территориальная единица в Казанской губернии и Татарской АССР.
Административный центр — Шигали.

## История
Шигалинский сельсовет был образован в 1918 году в составе Ковалинской волости Казанского уезда той же губернии. С 1920 года в составе той же волости Арского кантона Татарской АССР. После укрупнения волостей в 1924 году в составе Менделинской волости. На первую половину 1920-х гг. в сельсовет входили: Шигали, посёлки Кунгурцево, Тёплый Ключ, хутор Кленовая Гора; в 1926 году в них проживало 580 человек (русских 124, татар 0, прочих, в основном чувашей – 456).
С 1927 года в составе Казанского района.
После разукрупнения Казанского района в 1938 году оказался в Юдинском районе. На тот момент в сельсовете проживало 592 человек в 124 хозяйствах, из них 114 хозяйство колхозников, 2 — единоличников, 8 — рабочих и служащих.
В 1953 году присоединён упразднённый Осоко-Ковалинский сельсовет.
На 1956 год сельсовет состоял из шести населённых пунктов: село Шигали, деревня Берновые Ковали, деревня Малые Шигали, деревня Осоко-Ковали, посёлок Светлое Озеро, деревня Тёплый Ключ. Все населённые пункты имели смешанное русско-чувашское население.
В 1958 году сельсовет был передан в состав Высокогорского района; в том же году н.п. Осоко-Ковали и Берновые Ковали были переданы в состав Русско-Марийско-Ковалинского сельсовета Зеленодольского района.
В 1959 году упразднён, населённые пункты вошли в состав Семиозёрского сельсовета.

## Население
Население сельсовета составляло 592 чел. в 1938 году.

## Колхозы
В 1949 году на территории сельсовета действовали 4 колхоза:
- «Канаш» (Шигали, 78 хозяйств, 197 работников, 2 полеводческих и 1 овощеводческая бригада),
- «Пионер» (Шигали, 43 хозяйства, 123 работника, 1 полеводческая и 1 овощеводческая бригада),
- «Горняк» (Тёплый Ключ, 37 хозяйств, 102 работника, 1 полеводческая и 1 овощеводческая бригада),
- «им. Микояна» (Светлое Озеро, 20 хозяйств, 68 работников, 1 полеводческая и 1 овощеводческая бригада).[9]

К 1956 году они были объединены в колхоз «Горняк» с правлением в селе Шигали; в присоединённом в 1953 г. селе Осоко-Ковали находилось правление колхоза им. Тельмана.